# Tomaspis ruficollis
Tomaspis ruficollis är en insektsart som först beskrevs av Jules Ferdinand Fallou 1890.  Tomaspis ruficollis ingår i släktet Tomaspis och familjen spottstritar. Inga underarter finns listade i Catalogue of Life.